# Un home ideal
Un home ideal (títol original, Un homme idéal) és un thriller francès coescrit i dirigit per Yann Gozlan, estrenat l'any 2015. S'ha subtitulat al català.

## Argument
Mathieu, de vint-i-cinc anys, aspira des de sempre a esdevenir un autor reconegut. Un somni que li sembla inaccessible perquè malgrat tots els seus esforços, no ha aconseguit mai editar. Esperant es guanya la vida treballant amb el seu oncle que dirigeix una empresa de mudances. El seu destí canvia el dia que per casualitat troba un manuscrit d'un vell solitari que acaba de morir. Mathieu vacil·la abans d'apoderar-se'n finalment, i de signar el text amb el seu nom.
Esdevingut la nova esperança de la literatura francesa, i mentre que tothom espera la seva segona novel·la, Mathieu se submergeix en una espiral mentidera i criminal per preservar a tot preu el seu secret.

## Repartiment
- Pierre Niney: Mathieu Vasseur
- Ana Girardot: Alice Fursac
- André Marcon: Alain Fursac
- Valeria Cavalli: Hélène Fursac
- Thibault Vinçon: Stanislas Richer
- Marc Barbé: Vincent
- Laurent Grevill: Stéphane Marsan
- Sacha Mijovic: Franck
- Éric Savin: el gendarme
- Luc Antoni: l'agent immobiliari
- Romain Gary (imatges d'arxiu)
- Michel Houellebecq (imatges d'arxiu)
- Yann Moix (imatges d'arxiu)
- Meta Golding: Nina Lawrence

## Rodatge
El rodatge va tenir lloc del 4 de juny al 31 de juliol de 2014 a la regió PACA (El Pradet, Cap Sicié, els Ports de Carqueiranne i Toulon) i a París.

## Al voltant de la pel·lícula
El guió recorda la novel·la d'Henri Troyat El mort agafa el viu (1942). En aquesta novel·la, Jacques Sorbier signa la novel·la La Còlera, l'autèntic autor de la qual està de fet mort. L'espiral de la impostura condueix el personatge de Sorbier a les portes de la bogeria.
Lila, Lila (2004) de l'autor helvètic Martin Suter tracta igualment aquest mateix tema de la usurpació literària.
Existeixen dos films que tracten el mateix tema: The Words i A Murder of Crows.

## Crítica
- "El fatalisme s'expandeix en aquesta excel·lent pel·lícula que se sap coneixedora del *Hitch més personal" (...) Puntuació: ★★★★ (sobre 5)[4]
- "Encara que xic i amb estil, aquesta història sobre un aspirant a escriptor que posa el seu nom en el manuscrit d'una altra persona ha estat explicada ja moltes vegades."[5]